# Лошка Вас
Лошка Вас (словен. Loška vas) — поселення в общині Доленьське Топлице, регіон Південно-Східна Словенія, Словенія. Висота над рівнем моря: 181,6 м.